# Le Cheylard
Le Cheylard is een gemeente in het Franse departement Ardèche (regio Auvergne-Rhône-Alpes). De plaats maakt deel uit van het arrondissement Tournon-sur-Rhône. Le Cheylard telde op 1 januari 2022 2.812 inwoners.

## Geografie
De oppervlakte van Le Cheylard bedroeg op 1 januari 2022 13,45 vierkante kilometer; de bevolkingsdichtheid was toen 209,1 inwoners per km².
De onderstaande kaart toont de ligging van Le Cheylard met de belangrijkste infrastructuur en aangrenzende gemeenten.

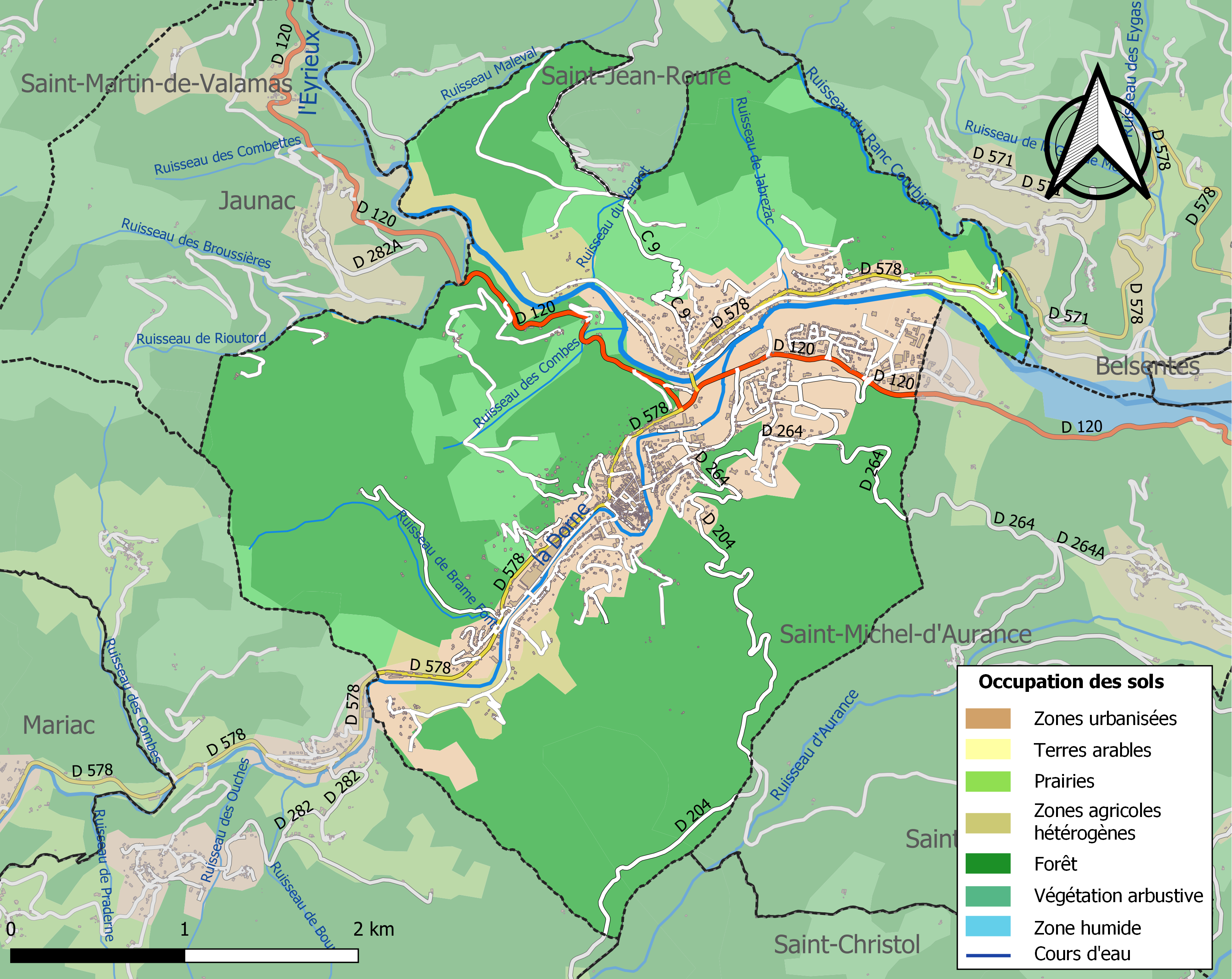

## Demografie
Onderstaande figuur toont het verloop van het inwonertal (bron: INSEE-tellingen).

Vanwege een beveiligingsprobleem met de MediaWiki Graph-software is het momenteel niet mogelijk deze grafiek weer te geven. Zodra de software is bijgewerkt zal de grafiek vanzelf weer zichtbaar worden.

## Afbeeldingen

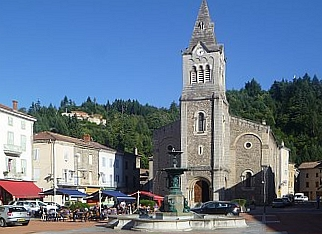
Kerk in Le Cheylard
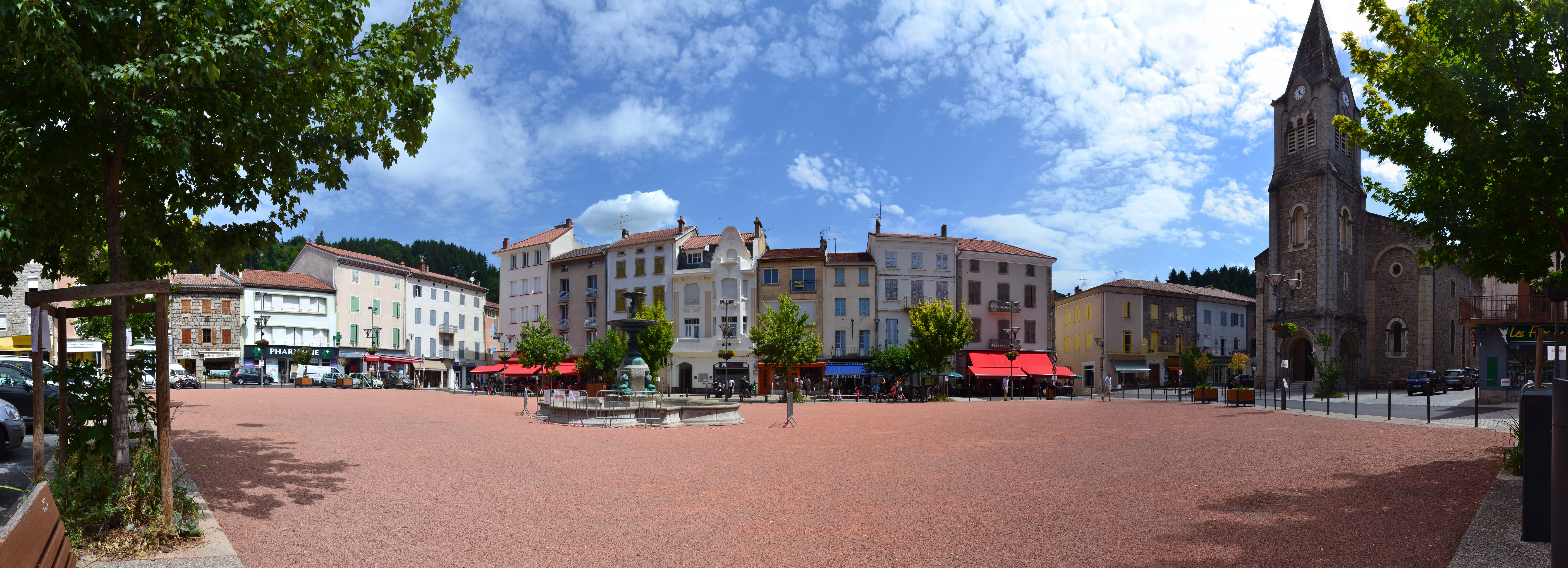
Place Saléon-Terras